# Нове Баєво
Нове Ба́єво (рос. Новое Баево, ерз. Од Баенбуе) — село у складі Великоігнатовського району Мордовії, Росія. Входить до складу Кіржеманського сільського поселення.

## Населення
Населення — 236 осіб (2010; 219 у 2002).
Національний склад (станом на 2002 рік):
- росіяни — 79 %